# Trooper Johnson
Lawrence "Trooper" Johnson es el entrenador paralímpico del equipo nacional de baloncesto femenino en silla de ruedas de Estados Unidos y exjugador de baloncesto en silla de ruedas estadounidense. Ganó una medalla de bronce con el equipo de Estados Unidos en los Juegos Paralímpicos de Verano de 1996 y en los Juegos de 2000.

## Biografía
Johnson nació en una familia militar y creció en campamentos de bases militares. Mientras conducía estrelló su automóvil contra un árbol en un accidente por conducir ebrio, pero salió ileso. Su paralización ocurrió una vez que intentó sacar su jeep del árbol, causando que este lo atropellara. Aproximadamente un año después del accidente, comenzó a jugar baloncesto en silla de ruedas, pero abandonó su educación hasta 1989.

## Carrera

### Como jugador
En 1989, se unió a los Golden State 76ers, ahora llamados Golden State Road Warriors, un equipo masculino de baloncesto en silla de ruedas. Desde 1990 hasta 2004, compitió con el equipo nacional de baloncesto en silla de ruedas de los Estados Unidos en varias competiciones internacionales. Con el equipo, ganó una medalla de bronce en los Juegos Paralímpicos de Verano de 1996 al anotar ocho puntos en la victoria por 66-60 sobre España. Al año siguiente, fue nombrado Jugador Más Valioso de la Asociación Nacional de Baloncesto en Silla de Ruedas (NWBA) de 1997 por promediar 29 puntos por juego. También llevó a su equipo a su primera Final Four en 1997 y fue nombrado MVP en 1998 en el primer juego de baloncesto en silla de ruedas jugado durante el NBA Jam en el NBA All-Star Game. Ese mismo año, se convirtió en el segundo parapléjico en escalar El Capitán.
Posteriormente se llevaría a casa otra medalla de bronce de los Juegos Paralímpicos de Verano de 2000. Fue nombrado capitán del equipo Golden State Warriors durante 24 años, donde estableció el récord de la mayor cantidad de goles de campo de tres puntos en un juego. Su habilidad para disparar y hacer jugadas ha sido comparada con la de Michael Jordan.  

### Como entrenador
Fue nombrado entrenador asistente para los Juegos Parapanamericanos Juveniles del equipo estadounidense Sub-23 y Sub-21 femeninos. Más tarde fue ascendido a entrenador asistente del equipo nacional de baloncesto femenino en silla de ruedas de Estados Unidos desde 2013 hasta 2016. En marzo de 2016, fue incluido en el Salón de la Fama de la NWBA. Al año siguiente, fue ascendido a entrenador en jefe del equipo nacional de baloncesto en silla de ruedas femenino de Estados Unidos desde 2017 hasta 2020.  
Mientras se desempeña como entrenador, también forma parte de la Junta Directiva de los atletas olímpicos y paralímpicos del norte de California, como coordinador del programa deportivo para el programa de extensión y recreación del área de la bahía, y entrenador en jefe del equipo de baloncesto en silla de ruedas Junior Road Warriors.